# Пилцоне (Бреша)
Пилцоне је насеље у Италији у округу Бреша, региону Ломбардија.
Према процени из 2011. у насељу је живело 769 становника. Насеље се налази на надморској висини од 202 м.